# Station Doetinchem De Huet
Station Doetinchem De Huet is een spoorwegstation in het Gelderse Doetinchem aan de spoorlijn Winterswijk - Zevenaar. Deze voorstadshalte werd geopend op 2 juni 1985 en verving het station Doetinchem West.
Ieder half uur stopt hier de stoptrein Arnhem Centraal – Winterswijk. Doordeweeks stopt hier tot 20:00 uur tevens elk half uur de stoptrein Arnhem Centraal - Doetinchem. Tot 10 december 2012 stopten de doorgaande treinen tussen Arnhem Centraal en Winterswijk tot 12:00 uur alleen in de richting Arnhem Centraal en na 12:00 uur alleen in de richting Winterswijk. De stoptreinen Arnhem Centraal - Doetinchem v.v. stopten wel in beide richtingen. Het was dus doordeweeks vóór 12:00 uur niet mogelijk om rechtstreeks van Doetinchem de Huet naar Gaanderen of verder te reizen, er moest dan te Doetinchem worden overgestapt op de volgende trein. Andersom kon er ná 12:00 uur niet rechtstreeks van Gaanderen of verder naar Doetinchem de Huet worden gereisd. Ook dan moest er te Doetinchem worden overgestapt op de trein Doetinchem - Arnhem Centraal. Sinds 10 december 2012 stoppen alle treinen van Breng en Arriva op dit station.
De treinen van Hermes (Breng) rijden alleen doordeweeks tot 20:00. In de avonduren en in het weekend rijden alleen de treinen van Arriva. Op zondagmorgen rijdt de trein Arnhem - Winterswijk maar 1x per uur tussen Doetinchem en Winterswijk. In het andere halfuur eindigt de rit dan in Terborg.

## Verbindingen
De volgende treinseries stoppen in de dienstregeling 2025 te Doetinchem De Huet:
| Serie       | Treinsoort         | Route                                                                     | Bijzonderheden |
| ----------- | ------------------ | ------------------------------------------------------------------------- | --- |
| 30700 RS 32 | Stoptrein (Hermes) | Arnhem Centraal – Doetinchem De Huet – Doetinchem                         | Rijdt onder de naam brengdirect en rijdt niet in de avonduren (na 20:00 uur) en het weekend. Verzorgt samen met Arriva een kwartierdienst tussen Arnhem en Doetinchem. |
| 30900 RS 32 | Stoptrein (Arriva) | Arnhem Centraal – Doetinchem De Huet – Doetinchem – Terborg – Winterswijk | Rijdt op zondag ochtend slechts 1x per uur richting Winterswijk. Vormt dan tussen Arnhem en Terborg een 30 minuten dienst met 36900. Op zondag ochtend begint de rit richting Arnhem 1x per uur in Winterswijk en 1x per uur in Terborg. Verzorgt samen met Hermes (die onder de naam brengdirect rijdt) doordeweeks tot 20:00 uur een kwartierdienst tussen Arnhem en Doetinchem. |
| 36900 RS 32 | Stoptrein (Arriva) | Arnhem Centraal – Doetinchem De Huet – Doetinchem – Terborg               | Rijdt op zondagochtend 1 keer per uur richting Terborg. Vormt dan tussen Arnhem en Terborg een 30 minuten dienst met 30900. Rijdt niet op maandag tot en met zaterdag. Rijdt niet richting Arnhem. |

## Afbeeldingen

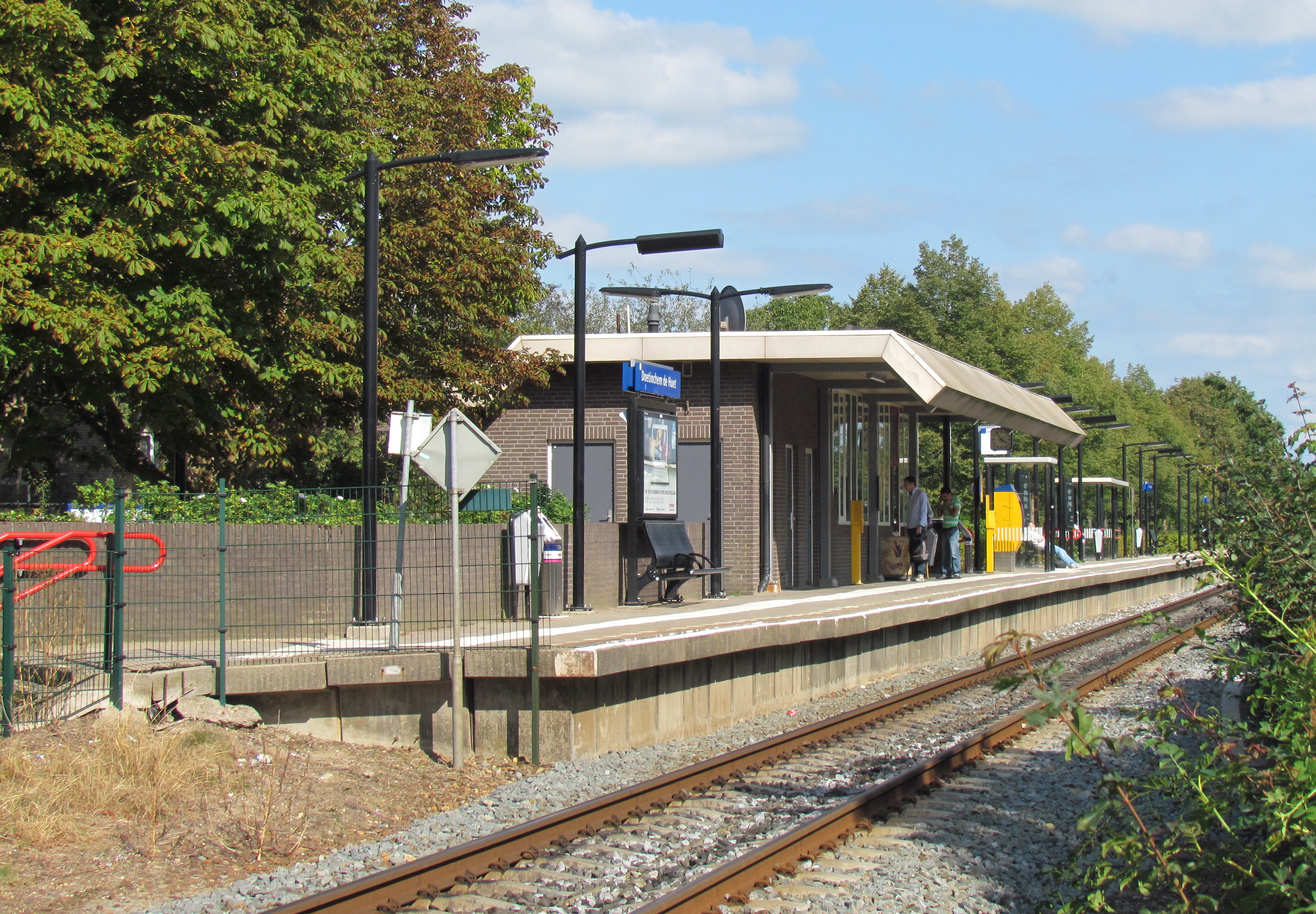
Perron in 2011
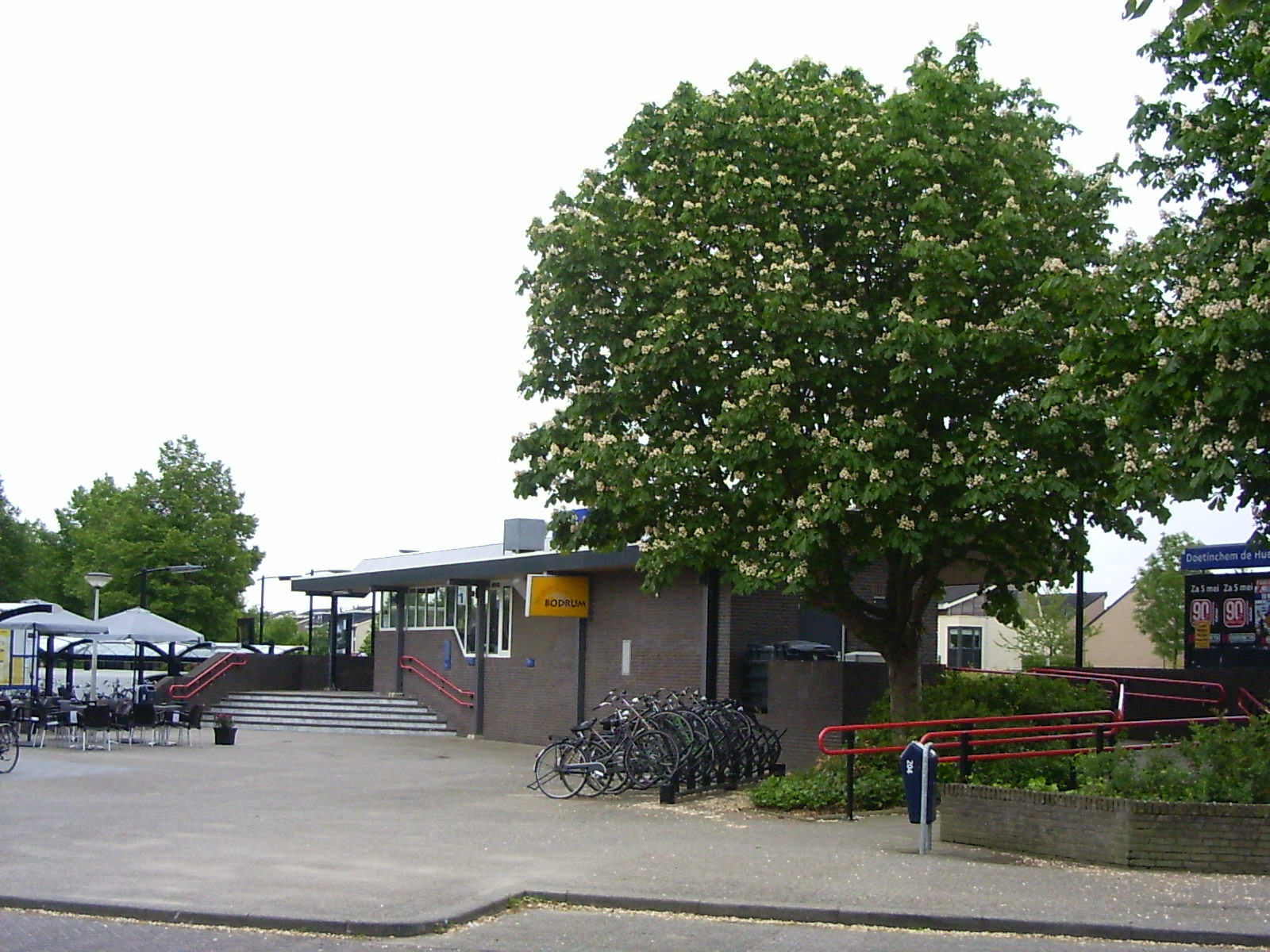
Station in 2012
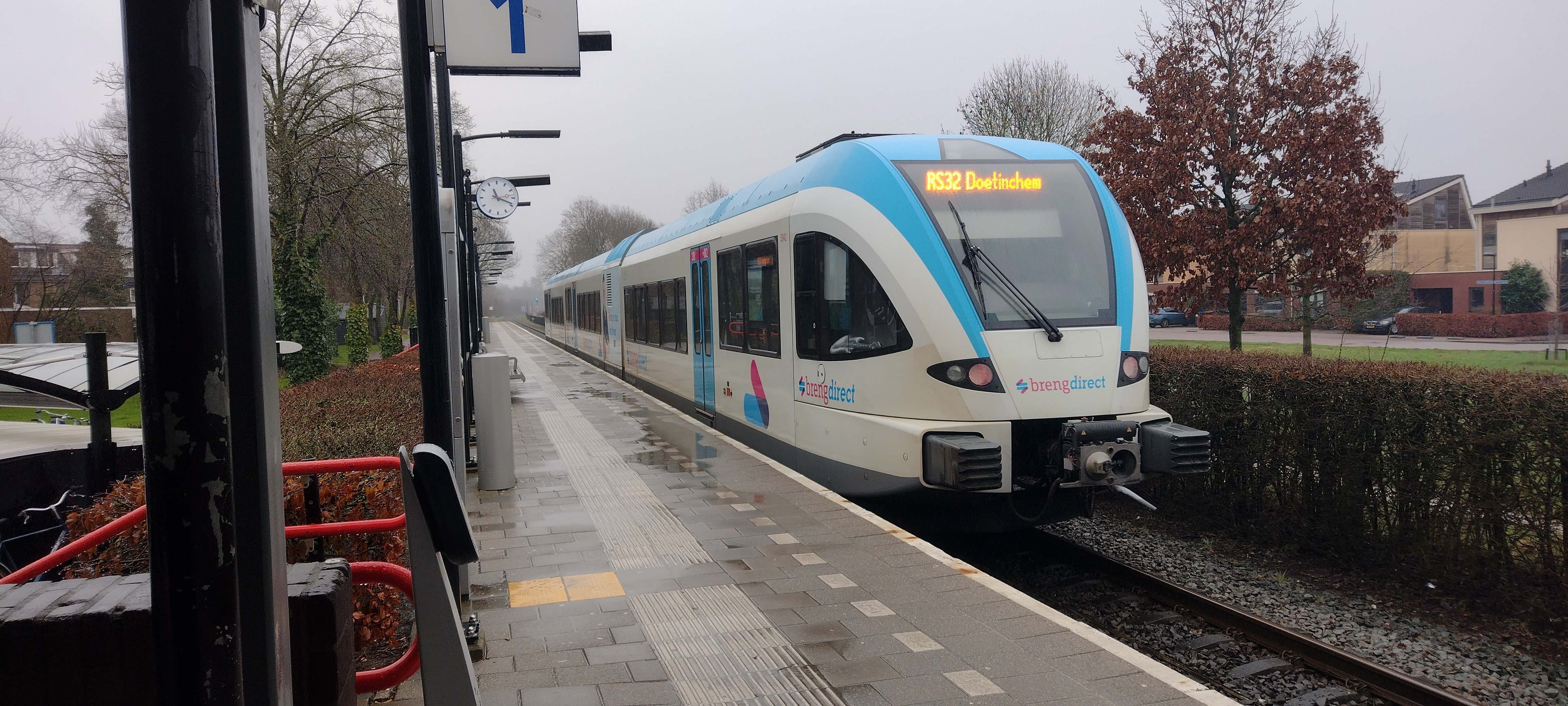
Spurt op het station
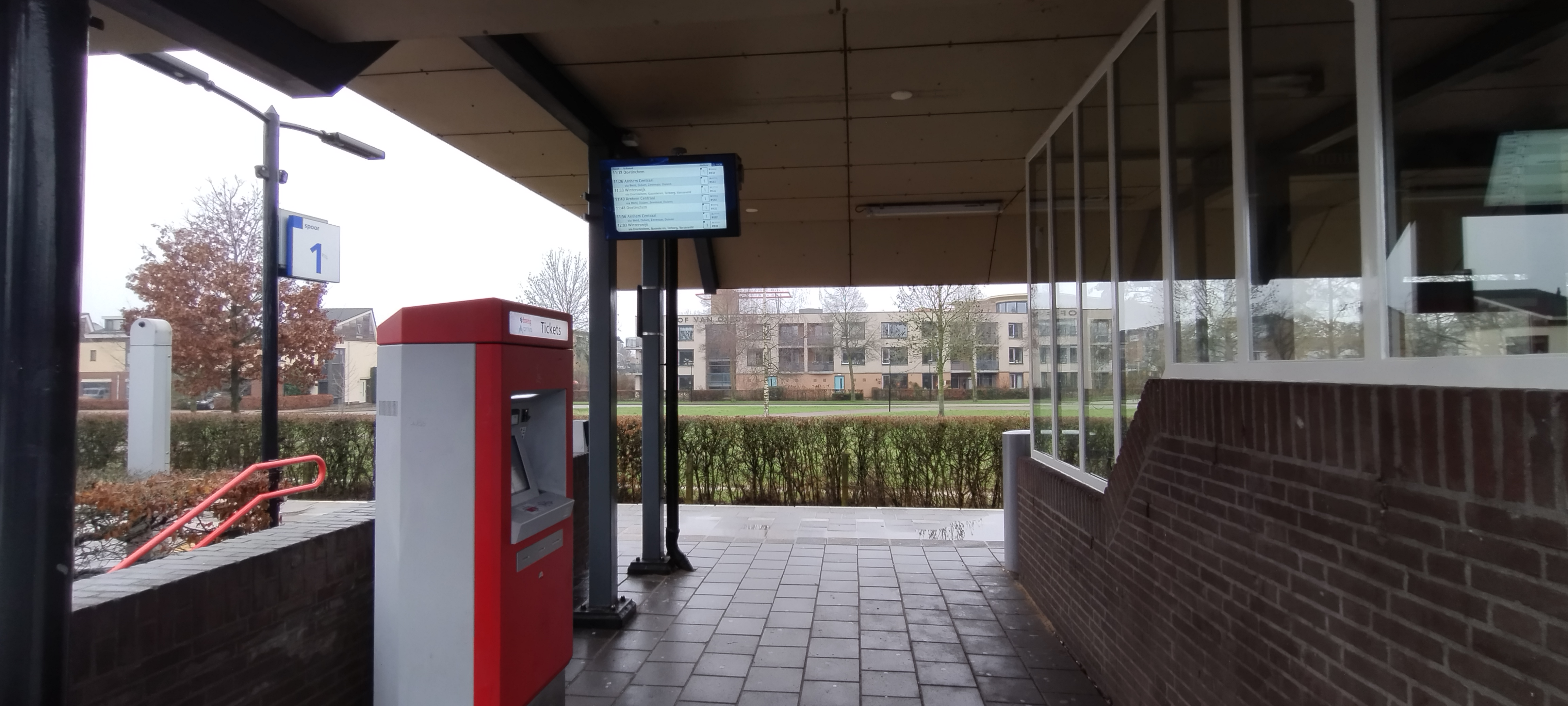
Toegang tot het perron

Winterswijk GOLS ·
0,0: Winterswijk ·
6,5: Miste ·
8,6: Bredevoort ·
11,9: Aalten ·
16,3: Lintelo ·
20,4: Varsseveld ·
26,7: Silvolde ·
27,3: Terborg ·
28,7: Gaanderen ·
30,2: Gaanderen-Oosselt ·
Doetinchem Stadion ·
33,6: Doetinchem ·
34,3: Doetinchem West ·
36,1: Doetinchem De Huet ·
39,2: Wehl ·
41,0: Stillewald ·
45,4: Didam ·
49,0: Zevenaar GOLS ·
49,6: Zevenaar
Huidige stations:
Aalten ·
Apeldoorn · 
-De Maten · 
-Osseveld ·
Arnhem:
-Centraal · 
-Presikhaaf · 
-Velperpoort · 
-Zuid ·
Barneveld:
-Centrum · 
-Noord ·
-Zuid ·
Beesd ·
Brummen ·
Culemborg ·
Didam ·
Dieren ·
Doetinchem · 
-De Huet · 
Duiven ·
Ede:
-Centrum ·
-Wageningen ·
Elst ·
Ermelo ·
Gaanderen · 
Geldermalsen ·
't Harde ·
Harderwijk ·
Hemmen-Dodewaard ·
Kesteren ·
Klarenbeek ·
Lichtenvoorde-Groenlo ·
Lochem ·
Lunteren ·
Nijkerk ·
Nijmegen · 
-Dukenburg · 
-Goffert · 
-Heyendaal · 
-Lent ·
Nunspeet · 
Oosterbeek ·
Opheusden ·
Putten ·
Rheden ·
Ruurlo ·
Terborg ·
Tiel · 
-Passewaaij ·
Twello · 
Varsseveld · 
Veenendaal-De Klomp · 
Velp · 
Voorst-Empe · 
Vorden · 
Wehl ·
Westervoort · 
Wezep · 
Wijchen ·
Winterswijk · 
-West · 
Wolfheze · 
Zaltbommel · 
Zetten-Andelst · 
Zevenaar · 
Zutphen
Voormalige stations: lijst van voormalige spoorwegstations in Gelderland